# Payroux (Clain)
Der Payroux ist ein Fluss in Frankreich, der in der Region Nouvelle-Aquitaine verläuft. Er entspringt unter dem Namen Torigné bei Weiler La Courade an der Gemeindegrenze von Pressac und Pleuville, entwässert anfangs entlang der Grenze zwischen den Départements Vienne und Charente, verläuft dann generell in nordwestlicher Richtung durch das Département Vienne und mündet nach rund 20 Kilometern als linker Nebenfluss in den Clain.

## Orte am Fluss
- La Courade, Gemeinde Pleuville
- La Motte, Gemeinde Pressac
- Mauprévoir
- Payroux